# Xã Hillsdale, Quận Winona, Minnesota
Xã Hillsdale (tiếng Anh: Hillsdale Township) là một xã thuộc quận Winona, tiểu bang Minnesota, Hoa Kỳ. Năm 2010, dân số của xã này là 912 người.